# Spino al Brembo
Spino al Brembo [ˈspiːno alˈbrɛmbo] (Spì [ˈspi] in dialetto bergamasco) è una frazione del comune bergamasco di Zogno posta a monte del centro abitato.

## Storia
La località è un piccolo villaggio agricolo di antica origine.
È il borgo d'origine della famiglia Spini, una delle più influenti e potenti nel panorama bergamasco del XV secolo.  Il nome della località che inizialmente era conosciuta come “Spino” venne aggiunto il nome del fiume che lo attravaersa diventando con decreto n. 1426 del 28 giugno 1863 “Spino al Brembo”.
La località ospita la quattrocentesca chiesa di Sant'Alessandro dove era esposta la pala dell'Annunciazione di Francesco di Simone da Santacroce poi conservata in Accademia Carrara.
Spino fu ridotta a frazione di San Pellegrino su ordine di Napoleone, ma gli austriaci annullarono la decisione al loro arrivo nel 1815 con il Regno Lombardo-Veneto.
Dopo l'unità d'Italia il paese, ridenominato col nome attuale, crebbe da meno di duecento a più di trecento abitanti. Fu durante il periodo fascista che con R.D. n. 378 del 16 febbraio 1928  venne soppresso il comune unendolo a Zogno.